# Powiat konecki
Powiat konecki – powiat w Polsce (województwo świętokrzyskie), utworzony w 1999 roku w ramach reformy administracyjnej. Jego siedzibą jest miasto Końskie.

## Gminy
Utworzony w 1999 r. w wyniku kolejnej reformy administracyjnej samorządowy powiat konecki liczy 84,5 tys. osób zamieszkałych na obszarze 1140 km². Tworzy go 8 gmin, w tym 4 gminy miejsko-wiejskie: Gowarczów, Końskie, Radoszyce i Stąporków oraz 4 gminy wiejskie: Fałków, Ruda Maleniecka, Słupia Konecka i Smyków.
Według danych z 31 grudnia 2021 roku powiat zamieszkiwało 75 398 osób. Natomiast według danych z 30 czerwca 2020 roku powiat zamieszkiwało 79 525 osób.
| Gmina                    | Powierzchnia       |
| ------------------------ | ------------------ |
| Końskie (w tym miasto)   | 250 km² (17,7 km²) |
| Stąporków (w tym miasto) | 232 km² (11 km²)   |
| Radoszyce (w tym miasto) | 147 km² (11 km²)   |
| Fałków                   | 132 km²            |
| Gowarczów (w tym miasto) | 101 km² (12 km²)   |
| Ruda Maleniecka          | 110 km²            |
| Słupia Konecka           | 106 km²            |
| Smyków                   | 62 km²             |
| Razem                    | 1140 km²           |

Powiat konecki graniczy z trzema powiatami województwa świętokrzyskiego: skarżyskim, kieleckim i włoszczowskim, z dwoma powiatami województwa łódzkiego: radomszczańskim i opoczyńskim oraz z dwoma powiatami województwa mazowieckiego: przysuskim i szydłowieckim.

## Historia
Podstawę terytorialną obecnego powiatu stanowi dawny konecki klucz włości od XII w. będący samodzielną jednostką administracyjną na obszarze kasztelanii żarnowskiej, a od końca XIV w. powiatu opoczyńskiego. Jedynie rejon Radoszyc znajdował się w powiecie chęcińskim, a w powiecie radomskim okolice Chlewisk, Szydłowiec i Borkowice. Taki stan trwał do upadku Rzeczypospolitej po III rozbiorze. Wszystkie te ziemie należały wtedy do województwa sandomierskiego.
Wspomnianymi dobrami zwanymi z czasem Końskie Wielkie władali przez blisko sześć wieków Odrowążowie, a następne dwa stulecia Małachowscy.
Po wkroczeniu Austriaków do tzw. Galicji Zachodniej w 1795 r., ustanowili oni w Końskich siedzibę cyrkułu (okręgu) – jednego z sześciu na tym terenie – faktycznie odpowiadającemu powiatowi. W 1809 r. ziemie te włączono do Księstwa Warszawskiego, a Końskie jako siedziba powiatu wraz z Żarnowem, Przedborzem, Białaczowem i Radoszycami weszły w skład departamentu radomskiego.
W 1816 r. dotychczasowe powiaty utraciły na znaczeniu, a w ich miejsce powołano obwody, w tym opoczyński z siedzibą w Końskich (do 1834 r.). Przywrócono też nazwę województwo sandomierskie z urzędem w Radomiu.
31 grudnia 1866 r. ukaz carski ustanowił powiat konecki z ośrodkiem władzy w Końskich. Terytorium to należało do guberni radomskiej, która praktycznie pokrywała się z dawnym województwem sandomierskim.
Ówczesny powiat był rozległym obszarem: od Pilicy z Przedborzem, aż po Szydłowiec. Niebawem prawa miejskie utraciły Gowarczów i Radoszyce.
W skład liczącego wtedy 1883 km² powiatu wchodziło 18 gmin: Bliżyn, Borkowice, Chlewiska, Czermno, Dobromierz, Gowarczów, Grodzisko (z siedzibą w Radosce), Góry Mokre, Kamienna (od 1905 r.), Końskie, Duraczów (z siedzibą w Pomykowie), Miedzierza (z siedzibą w Królewcu, potem w Smykowie), Niekłań (z siedzibą w Odrowążu), Pijanów (z siedzibą w Słupi), Przedbórz, Ruda Maleniecka, Skotniki i Szydłowiec.
Na tym terenie mieszkało wówczas blisko 80 tys. ludzi. Ich liczba szybko wzrastała i w 1931 r. wynosiła ok. 180 tys. osób, z czego 75% mieszkało w ponad 400 przeludnionych wsiach. Powiat konecki znajdował się wówczas w województwie kieleckim.
Do 1923 starostą koneckim był Czesław Gajzler (zwolniony 31 grudnia). 30 listopada 1923 starostą koneckim został Mieczysław Łęcki.
W 1939 r. odeszły gminy: Szydłowiec i Bliżyn, a powiat Końskie włączono w obszar województwa łódzkiego (do 1950 r. nie licząc lat okupacji). W 1955 r. powiat konecki utracił kolejne gminy: Borkowice, Czermno i Chlewiska.
Wszystkie powiaty, w tym konecki, zostały zlikwidowane w roku 1975, w wyniku reformy administracyjnej.

## Położenie
Powiat konecki leży w północno-zachodniej części województwa świętokrzyskiego i Gór Świętokrzyskich, na terenie atrakcyjnych turystycznie rozlewisk rzeki Czarnej Koneckiej i jej dopływu Krasnej. Tutaj też biorą swój początek inne większe rzeki: Drzewiczka, Radomka i Kamienna.
Powiat konecki pokrywają duże zwarte kompleksy leśne, głównie sosnowe, a w południowej i południowo-zachodniej jego części znajdują się lasy mieszane z charakterystyczną dla Gór Świętokrzyskich jodłą.

## Rzeźba terenu
Powiat położony jest w strefie licznych zrębów tektonicznych związanych z wyniesieniem obszaru Gór Świętokrzyskich.
Najwyżej położone są Wzgórza Koneckie – w południowo-wschodniej części powiatu – 350–400 m n.p.m. Najniżej zaś, około 200 m n.p.m. – Wzgórza Opoczyńskie.

## Klimat
Warunki klimatyczne są bardzo zróżnicowane. Wielkość opadów atmosferycznych na danym terenie zależy od rzeźby, pokrycia i wzniesienia terenu. Roczna suma opadów w rejonie waha się od ok. 650 do 700 mm i wzrasta w kierunku południowym wraz ze wzrostem wysokości nad poziomem morza. Największe opady odnotowuje się w miesiącach letnich, a najniższe w listopadzie, styczniu i lutym.
Średnia temperatura roczna wynosi ok. 7 °C z najchłodniejszym miesiącem lutym i najcieplejszym lipcem.

## Bogactwa naturalne i gleby

### Zasoby naturalne
Na terenie powiatu występują udokumentowane złoża:
- piasku budowlanego: Hucisko-Mostki, Krasna, Proćwin, Przybyszowy, Morzywół, Barycz,
- surowców ilastych – Adamów,
- iłów do produkcji ceramiki budowlanej: Mnin, Szkucin, Włochów i Kozów,
- ochry – Baczyna – obecnie nieeksploatowane.

### Gleby
Na terenie powiatu występują m.in.:
- gleby bielicowe i pseudobielicowe zajmujące w województwie największą powierzchnię;
- gleby brunatne.

W powiecie koneckim występuje największy udział najsłabszych gleb w powierzchni użytków rolnych (73,1%) w porównaniu do innych powiatów
województwa świętokrzyskiego (skarżyski – 67,1% i włoszczowski – 58,1%).

## Flora i fauna
Prawie połowę powierzchni Konecczyzny pokrywają duże, zwarte obszary leśne, bogate w faunę i florę. Duża populacja zwierząt łownych, liczne miejsca lęgowe i ostoje ptactwa, w tym gatunków rzadkich i chronionych wpłynęły na objęcie tego terenu różnymi formami ochrony. Znajdują się tu m.in.:
- Przedborski Park Krajobrazowy (część);
- Konecko-Łopuszniański Obszar Chronionego Krajobrazu;
- Przysusko-Szydłowiecki Obszar Chronionego Krajobrazu (część);

rezerwaty przyrody:
- Gagaty Sołtykowskie;
- Skałki Piekło (znane też jako Piekło Niekłańskie);
- Piekiełko Szkuckie;

oraz pomniki przyrody i użytki ekologiczne:
- zgrupowanie skał noszących nazwą Piekło Gatniki, znajdujących się między wioskami Niebo i Piekło;
- aleja lipowa w parku im. Tarnowskich w Końskich;
- aleja lipowo-topolowa w Modliszewicach;
- dęby bezszypułkowe w Pile;
- dęby szypułkowe w Lipie, Czapli, Szkucinie i Furmanowie;
- buk pospolity w Rudzie Pilczyckiej;
- modrzew europejski w Niekłaniu Wielkim.

Najwięcej użytków ekologicznych znajduje się w gminach Gowarczów, Fałków, Ruda Maleniecka, Stąporków i Smyków. Są to przede wszystkim śródleśne bagna, moczary i torfowiska z ciekawą florą i rzadkimi gatunkami ptaków, np. samotnikiem, cyraneczką czy bekasem, oraz łąki użytkowe z gniazdującymi ptakami: rycykiem, żurawiem, słonką i srokoszem. Znajdują się tu tereny ochrony miejsc rozrodu i stałego przebywania:
- cietrzewia (Tetrao tetrix) w leśnictwach: Wąsosz, Izabelów, Gatniki, Brzeźnica, Korytków, Czapla, Zalesie, Radoszyce, Stąporków i Odrowąż;
- bociana czarnego (Ciconia nigra): leśnictwa Szkucin i Gustawów;
- bielika (Haliaeetus albicilla) w Nadleśnictwie Ruda Maleniecka;
- orlika krzykliwego (Aquila pomarina): leśnictwo Wąsosz.

## Demografia

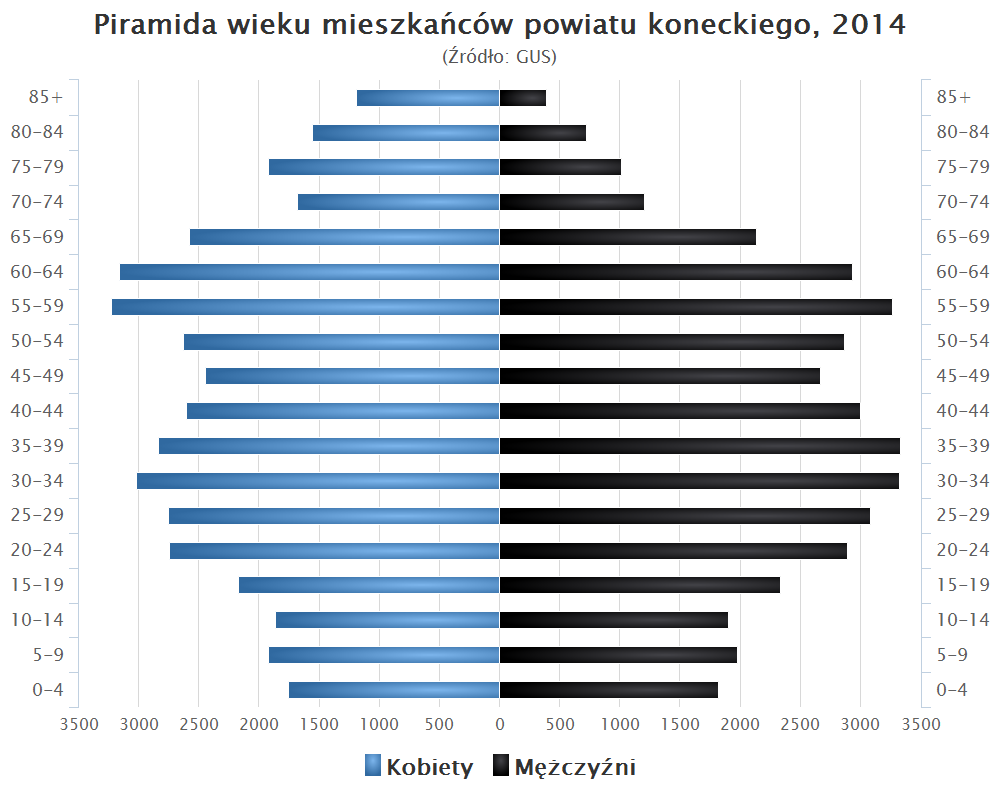
Piramida wieku mieszkańców powiatu koneckiego w 2014 roku

| Gmina           | TERYT   | Wieś  | Miasto | Ogółem |
| --------------- | ------- | ----- | ------ | ------ |
| Fałków          | 2605012 | 4766  |        | 4766   |
| Gowarczów       | 2605022 | 4736  |        | 4736   |
| Końskie         | 2605033 | 16098 | 20920  | 37018  |
| Radoszyce       | 2605042 | 9257  |        | 9257   |
| Ruda Maleniecka | 2605052 | 3294  |        | 3294   |
| Słupia Konecka  | 2605062 | 3519  |        | 3519   |
| Smyków          | 2605072 | 3767  |        | 3767   |
| Stąporków       | 2605083 | 12029 | 6142   | 18171  |
| Razem           | Razem   | 57466 | 27062  | 84528  |

## Komunikacja
Powiat leży na przecięciu szlaków komunikacyjnych łączących Warszawę z Kielcami, Lublin z Łodzią i Radom z Częstochową (DK42, DK74 i DW728). Przez powiat przebiega lokalna linia kolejowa Koluszki – Skarżysko, służąca głównie do przewozów towarowych.

## Kultura, edukacja, sport
Powiat konecki znajduje się pod wpływem kultury regionu opoczyńskiego. Język posiadający widoczne naleciałości gwarowe, stroje i obrzędy ludowe nawiązują do tego regionu, ale także do regionu świętokrzyskiego. Występują tutaj również charakterystyczne elementy etnograficzne. Powiązania te nie skutkują jednak odrębnością kulturową. Na terenie Konecczyzny znajduje się wiele zabytków sztuki sakralnej i zabudowy dworsko-przemysłowej.
W powiecie funkcjonuje wiele placówek kultury, m.in.:
- Dom Kultury w Końskich,
- Miejsko-Gminny Ośrodek Kultury i Sportu w Stąporkowie,
- Klub Osiedlowy Koneckiej Spółdzielni Mieszkaniowej „KAESEMEK”,
- Gminny Ośrodek Kultury w Gowarczowie.

oraz sieć bibliotek publicznych: 2 miejsko-gminne i 6 gminnych.

## Turystyka
Turystyczną wizytówką powiatu jest Sielpia Wielka położona w gminie Końskie nad 58-hektarowym zbiornikiem wodnym na rzece Czarnej Koneckiej, będącym bazą do uprawiania sportów wodnych, kąpieli i wędkowania. Sielpia leży z dala od dużych ośrodków przemysłowych w otaczających ją bogatych w grzyby lasach sosnowych, ze względu na swe korzystne położenie jest doskonałym punktem wypadowym dla wycieczek pieszych, rowerowych i autokarowych w pobliskie Góry Świętokrzyskie.
Do interesujących pod względem krajoznawczym miejscowości należą także Radoszyce, Stąporków, Gowarczów, Modliszewice, Fałków, Skórnice, Maleniec, Ruda Maleniecka, Stara Kuźnica, Niekłań Wielki, Lipa, Odrowąż i Wólka Plebańska (województwo świętokrzyskie) (rezerwat przyrody Skałki Piekło pod Niekłaniem). Część z nich należała do Staropolskiego Okręgu Przemysłowego (Skórnice, Maleniec, Ruda Maleniecka, Stara Kuźnica, Niekłań Wielki).

### Szlaki turystyczne piesze
- 97 km Łączna – Rezerwat przyrody Diabla Góra;
- 81 km Kuźniaki – Skarżysko Pogorzałe;
- 28 km Wąsosz Stara Wieś – Serbinów;
- 7 km Wólka Plebańska – Rezerwat przyrody Skałki Piekło pod Niekłaniem.

### Szlaki turystyczne rowerowe
- 52 km Sielpia – Błotnica;
- 45 km Sielpia – Stara Kuźnica – Sielpia;
- 12 km Piekło – Końskie – Młynek Nieświński.